# Nexø Stadion
Nexø Stadion er et fodboldstadion i Nexø som er hjemsted for byens fodboldklub, Nexø Boldklub.
Stadionet har et kapacitet på 5.000.
55°4′7.69″N 15°7′9.11″Ø / 55.0688028°N 15.1191972°Ø